# 747 (zespół muzyczny)
747 – polski zespół muzyczny grający muzykę w nurcie punk rock, przede wszystkim w stylu hardcore punk. Formacja pochodzi ze Szczecina. Została założona w 2012 r. Wydała trzy albumy muzyczne, w tym dwa we współpracy z wytwórnią Jimmy Jazz Records. Zespół także sporo koncertował. Miał okazję zaprezentować się między innymi na Przystanku Woodstock w sierpniu 2017 r., w ramach Pokojowej Wioski Kriszny.

## Historia
Formacja 747 pochodzi ze Szczecina. Założona została w 2012 r. Inicjatywa jej powstania wyszła od Jakuba Krawczyka, który przez wiele lat był członkiem grupy The Analogs. Przyjęta przez muzyków nazwa własna zespołu – „747” – nawiązuje do oznaczenia jednego z modeli samolotu marki Boeing – Boeing 747. Jak bowiem sami artyści to określili, ich muzyka jest tak szybka. ale też i głośna, jak właśnie postrzegany był ten model, ówcześnie przewyższający pod tym względem inne samoloty.
Już rok po jej założeniu, w 2013 r., powstają nagrania zamieszczone w pierwszym demo kapeli. W 2015 r. ukazuje się debiutancki album grupy „Jeden za wszystkich”, wydany przez wytwórnię muzyczną Jimmy Jazz Records. W międzyczasie powstają również pierwsze teledyski do wybranych utworów muzycznych. Następne publikacje grupy ukazują się kolejno co dwa lata: w 2016 r. album zatytułowany „Wspomnienia starych zdjęć” i w 2018 r. album pod tytułem „Robię swoje”.

## Występy
W swojej karierze, szczególnie w początkowych latach działalności, zespół regularnie koncertował. W ramach promocji debiutanckiego albumu kapela koncertowała zarówno w Polsce jak i za granicą, między innymi z takimi zespołami jak Dezerter, Pull The Wire, Włochaty, Kolaboranci czy Ga-Ga/Zielone Żabki. Z tego okresu działalności formacja ma również na swoim koncie występ transmitowany na żywo w Polskim Radiu Szczecin oraz występ jako support w lipcu 2016 r. przed występem The Casualties, w Gdańsku (klub „Ucho”). Pośród festiwalowych występów zespołu można wymienić „Od Nowa Punk Fest” 2015 w Toruniu (klub Od Nowa, 17.10.2015 r.), razem z Dezerterem, Bachorem, Karcerem, 666 Aniołów (666 Angels), Lazy Class i Valery Mess, Meinhof Fest – również w Toruniu, oraz Przystanek Woodstock w sierpniu 2017 r. – koncert w ramach Pokojowej Wioski Kriszny. W tym samym roku grupa uczestniczyła także w trasie koncertowej odbywającej się pod szyldem „Trasa Trudno!”, razem z Zenkiem. W jej ramach 747 miał okazję wystąpić przykładowo w Toruniu (23.09.2017 r.) i Włocławku (24.09.2017 r.). Następnie w dniu 21.10.2017 r. kapela wystąpiła na koncercie z okazji jubileuszu 35-lecia zespołu  Karcer. Oprócz 747 i jubilata wystąpił także Włochaty oraz Ga-Ga/Zielone Żabki. 1.12.2017 r. koncertowali również w Bydgoszczy podczas imprezy zrealizowanej pod dewizą „Finał League of Bands: Capgras Infection vs Paranoja”. Oprócz 747 i wymienionych w tytule koncertu kapel – Capgras Infection i Paranoja – wystąpiła także formacja Hologram (Hologram Rock Music).
Inne przykładowe koncerty, na których 747 występował oraz pozostali wykonawcy muzyczni, z którymi formacja miała okazję grać na jednej scenie:
- 2016-08-20: Szczecin, Zamek Książąt Pomorskich (Duży Dziedziniec), „Rockowe wakacje”, pozostali wykonawcy – Kieru, Antiplan[21]
- 2017-05-12: Poznań, Mustang Pub Poznań[13]
- 2017-11-03: Toruń[17]
- 2017-12-02: Ostrów Wielkopolski, pozostali wykonawcy – Boneless Brigade[17]
- 2018-10-26: Piła, Klub Muzyczny BARKA, pozostali wykonawcy – Rockasta[22]
- 2019-10-18: Ostrów Wielkopolski, Piwiarnia u Bossmana, pozostali wykonawcy – Boneless Brigade[23]
- 2019-10-19: Wodzisław Śląski, Amber, pozostali wykonawcy – Contrapunk[24]
- 2020-02-15: Szczecin, Jambar, pozostali wykonawcy – 1125, Final Strike[25]
- 2020-03-07: Kraków, Pub Pod Ziemią, pozostali wykonawcy – Dziarwa, Manifest of Lost Purpose[26][27].

Zespół 747 uczestniczył także w wydarzeniach organizowanych pod patronatem medialnym udzielanym przez Stowarzyszenie „Nigdy Więcej” w ramach kampanii społecznej „Muzyka Przeciwko Rasizmowi”, zainicjowanej w 1997 r. przez Marcina Kornaka, założyciela i prezesa antyrasistowskiego, wyżej wymienionego stowarzyszenia. Przykładowym tego typu występu jest koncert w Pile z 6.12.2014 r., w klubie „Barka”, obok takich formacji jak Kolaboranci i Kwatera C2 oraz koncert z 6.03.2020 r. w Warszawie (klub Offside na Pradze), razem z Human Rights i Rebell Ya.

## Skład

### Członkowie zespołu
Osoby, które były członkami zespołu w różnych okresach czasu, ich funkcja oraz instrument muzyczny:
- Bartek "Dziesiona" Fysz: basista (gitara basowa)[32][33]
- Bartłomiej "Jezus" Polesiuk: wokal – chórki[32]
- Jakub "Kuba" Krawczyk: gitarzysta (gitara)[32][33][34]
- Marcin "Chudy" Florczak: gitarzysta (gitara)[34]
- "Miron": wokal[25]
- Paweł "Tygrys" Pawlicki: wokalista[32][33][34]
- Przemek "Pyś" Kruk: gitarzysta (gitara)[33]
- Wojciech Ball: perkusista (perkusja)[32][33][34].

### Składy
| Członek                     | 2014 r. | 2016 r. | 2017 r. – 2018 r. | 2020 r. |
| --------------------------- | ------- | ------- | ----------------- | ------- |
| Bartek "Dziesiona" Fysz     | Tak     | Tak     | Tak               | Tak     |
| Bartłomiej "Jezus" Polesiuk | Nie     | Tak     | Nie               | Nie     |
| Kuba Krawczyk               | Tak     | Tak     | Tak               | Tak     |
| Marcin "Chudy" Florczak     | Tak     | Nie     | Nie               | Nie     |
| "Miron"                     | Nie     | Nie     | Nie               | Tak     |
| Paweł "Tygrys" Pawlicki     | Tak     | Tak     | Tak               | Nie     |
| Przemek "Pyś" Kruk          | Nie     | Tak     | Tak               | Tak     |
| Wojciech Ball               | Tak     | Tak     | Tak               | Tak     |

### Goście
Razem z formacją 747 niekiedy gościnnie współtworzyli także artyści spoza grupy. Przykładowo przy realizacji pierwszego albumu zatytułowanego „Jeden za wszystkich”, a wydanego w 2014 r., współpracował gościnnie przy pojedynczych utworach Przemysław Kruk jako gitarzysta (późniejszy członek zespołu) oraz w jednym z utworów dwaj szczecińscy raperzy – Sage (Maciej Wadas) oraz Tony Jazzu (Sebastian "Seba" Kuchciński), a w pracach nad kolejnym albumem „Wspomnienia starych zdjęć”, który ukazał się w 2016 r., również w pojedynczych utworach wystąpili: Kieru – Maciej Kiersznicki – jako gitarzysta i Brader z zespołu Bachor.

### Powiązania personalne
Niektórzy muzycy współtworzący 747, w różnych okresach czasu uczestniczyli także w innych projektach muzycznych. Można tu wymienić przykładowo następujące zespoły:
- The Analogs: Jakub Krawczyk[3]
- Rockasta: Wojciech Ball[22].

## Twórczość
Twórczość zespołu obejmuje muzykę, która przypisywana jest w ramach gatunku muzycznego jakim jest rock, a w jego ramach do takich nurtów jak punk rock, hardcore punk oraz oi!.
W warstwie tekstowej dominują takie tematy jak życie, bezkompromisowe komentarze do rzeczywistości, pełne szczerości, jest też zabawa, przyjaźń, imprezy i picie alkoholu. Niewiele natomiast jest polityki.
W zespole za muzykę odpowiedzialny był gitarzysta Jakub Krawczyk, a duża część tekstów do piosenek jest autorstwa samego wokalisty Pawła „Tygrysa” Pawlickiego.

## Dyskografia

### Albumy zespołu
Dyskografia wykonawcy – albumy muzyczne i ich wydania:
- demo: 2013 r.[3]
- „Jeden za wszystkich”: rok wydania – 2015 r.[a], wydawca – Jimmy Jazz Records (identyfikator albumu – JAZZ 176), nośnik danych – jedna płyta kompaktowa[2][8][54] (premiera – 10.04.2015 r.[54])
- „Wspomnienia starych zdjęć”: rok wydania – 2016 r., wydawca – Jimmy Jazz Records (identyfikator albumu – JAZZ 189), nośnik danych – jedna płyta kompaktowa[9][10][55] (premiera – 28.10.2016 r.[56])
- „Robię swoje”: rok wydania – 2018 r., wydawca – Not On Label, nośnik danych – jedna płyta kompaktowa[11][57].

### Składanki
Składanki:
- Prowadź mnie ulico vol. 7 & 8: rok wydania – 2021 r., wydawca – Jimmy Jazz Records (identyfikator albumu – JAZZ 213), nośnik danych – dwie płyty kompaktowe, utwory 747 znalazły się na płycie numer 1: pozycja 1 „Podniesiemy krzyk”, pozycja 10 „Miłość ze starych zdjęć”, pozycja 15 „Z kości i krwi”, pozycja 20 „Jeden za wszystkich” i pozycja 24 „Kiedyś inaczej wyglądał świat”[59][60][61].

### Teledyski
Teledyski i inne nagrania wideo zespołu można znaleźć między innymi na portalu internetowym „Youtube”, przede wszystkim na profilu wydawnictwa Jimmy Jazz Records, gdzie utworzono playlistę z nagraniami formacji. Pośród wideoklipów można wymienić takie jak filmy do utworów „Podniesiemy krzyk”, „Nadejdzie dzień”, „Dzieciaki z brudnych miast”, „Tak to się robi”, „Jeden za wszystkich”, „Chodzi o to”, „Krew, pot i łzy”. Niektóre z nich w ramach promocji pierwszego albumu zostały zamieszczone na międzynarodowym portalu Hardcore Worldwide.

## Opinie
Jak to określił jeden z recenzentów, 747 było wówczas jednym z najlepszych, polskich zespołów w klimacie hardcore punk. Z tego względu od początku zyskał spore uznanie fanów. Dostrzega się w wykonaniach utworów takie między innymi elementy jak szybkie, hardcorowe tempa, bardzo dobre zgranie muzyki i wokalu, mocne, gitarowe riffy, interesujący oraz pasujący do stylu zespołu wokal. W tym ostatnim aspekcie zwracają na siebie uwagę takie jego cechy jak jego moc, ostrość, soczystość i co szczególnie warte odnotowania, pewna wyraźna zadziorność, a ponadto w niektórych utworach jego street punkowość. Pewnym obrazowym podsumowaniem spojrzenia na tę twórczość może być wypowiedź, że jest to muzyka, która „daje kopa”. Jest to bowiem muzyka głośna, szybka, żywiołowa, pełna energii, wściekła, bezkompromisowa, szczera. W późniejszym okresie działalności pojawiły się jednak pojedyncze utwory o nieco spokojniejszym brzmieniu, z nutą nostalgii i refleksji oraz wpadające wprost w nurt oi!. Warto także wspomnieć, że wokalista zespołu podczas koncertów potrafi i wchodzi w pozytywną interakcję z publicznością.